# Zbójnicka Rura
Zbójnicka Rura – jaskinia w Dolinie Kościeliskiej w Tatrach Zachodnich. Wejście do niej znajduje się w Wąwozie Kraków, w północnej ścianie Zbójnickiej Turni, w pobliżu jaskini Dzwonnica, powyżej Jaskini Poszukiwaczy Skarbów i jaskini Groby, na wysokości 1250 m n.p.m. Długość jaskini wynosi 10 metrów, a jej deniwelacja 4,3 metrów.

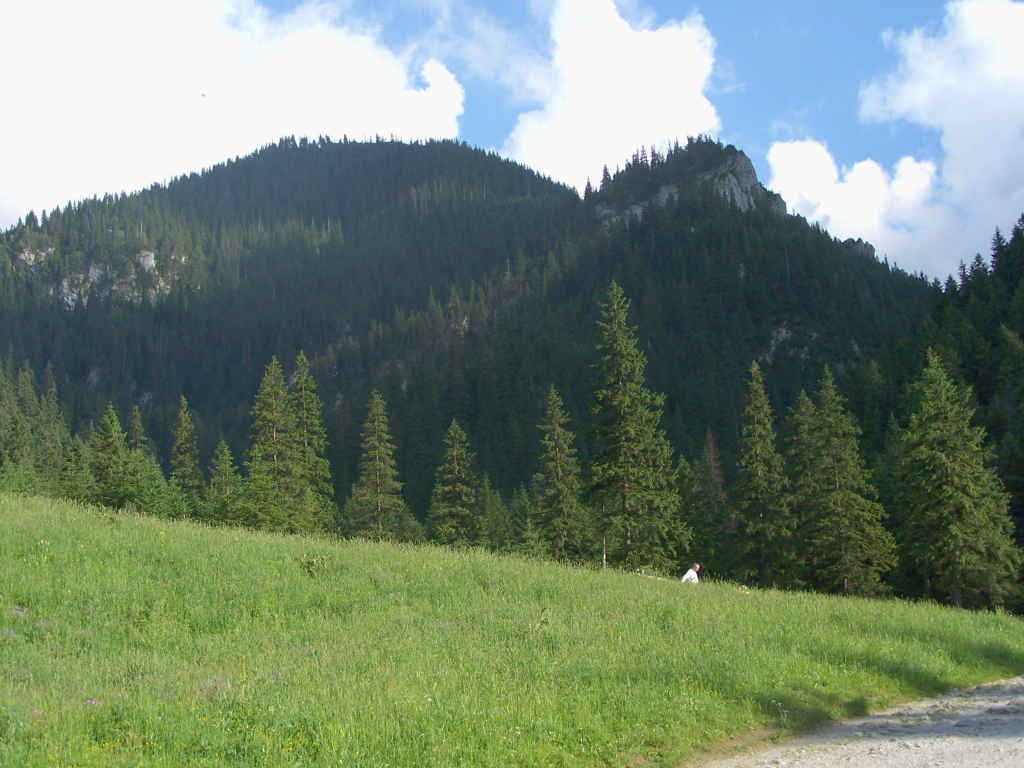
Zbójnicka Turnia

## Opis jaskini
Jaskinię stanowi idący do góry szczelinowy korytarz zaczynający się w dużym otworze wejściowym, a kończący szczeliną nie do przejścia.

## Przyroda
W jaskini występuje mleko wapienne. Ściany są suche, brak jest na nich roślinności.

## Historia odkryć
Jaskinię odkryli A. i M. Ciszewscy, J. Nowak i E. Wójcik w czerwcu 2007 roku. Jej plan i opis sporządzili J. Nowak, J. Ślusarczyk i J. Wołek w lipcu tego samego roku.